# Альковер, Жоан
Жоан Альковер и Маспонс (кат. Joan Alcover i Maspons, 1854—1926) — испанский балеарский писатель, поэт, публицист и политический деятель.

## Биография
Жоан получил степень бакалавра в Балеарском институте перед соисканием ученой степени в области права в Барселоне. После того, как Альковер стал адвокатом (1878), он вернулся на Мальорку, где занимал различные должности в судебной системе острова. Одновременно он начал политическую карьеру и был боевиком либеральной партии своего друга Антонио Маура, кульминацией которой стало его назначение в качестве представителя «Corts» (судов) (1893). После короткого пребывания в Мадриде, он вернулся домой на Балеарские острова и отказался от ведения политической деятельности.
С раннего возраста он объединил свои исследования и, в дальнейшем, свою профессиональную профессию, с его интересом к письменной форме. В возрасте восемнадцати лет он опубликовал свои стихи на каталанском и испанском языках в журналах «El Isleño», «Museo Balear» и «Revista Balear». Тем не менее, его литературный интерес стал сильнее за время, проведенное в Барселоне, где он вошёл в контакт с литературной деятельности культурного движения «Renaixença» (журналы, литературные конкурсы, конференции, чтения).
Жоан Альковер получил признание как поэт, и он скоро станет тем человеком, который, очень любя литературу, использовал свои литературные способность, чтобы получить социальный престиж. Мало-помалу он перестал писать на каталанском, предпочитая писать свои стихи на испанском языке. «Poesías» [Поэзии] — его первая поэтическая книга (1887), «Nuevas poesías» [Новые поэзии] (1892), «Poemas у Armonias» [Стихии и гармонии] (1894) и «Meteoros. Poemas, apólogos у Cuentos» [Метеоры. Стихи, извинения и рассказы] (1901), отражают эту тенденцию быть одноязычным, хотя он будет включать в себя некоторые стихи на каталанском в первых двух сборниках. Тем не менее, два других сборника полностью написаны на испанском языке.
Однако беда сыграла решающую роль в его жизни и литературной деятельности. В 1887 году всего после шесть лет после брака Альковер потерял жену, Розу Пуйоль Гуарх, у них было трое детей: Пере, Тереза и Гайета. В 1891 году он женился на Марии дель Харо Росельо, с которой у него родились двое детей: Мария и Пабло. Из пяти детей, он пережил только последнего: в 1901 году Тереза умерла от туберкулеза; в 1905 году, Пере умер от брюшного тифа; в 1919 году Мария и Гайета погибли в один и тот же день. Эта последовательность несчастий довели его до глубокого нервного срыва, который привёл его к усилению своих интеллектуальных исследований, получения большего количества природных и искренних форм выражения. Его поэзия постепенно начинает меняться, начиная с его средой, то есть языком, на котором она была написана. Между 1899 и 1903 Альковер сомневался, продолжать ли писать на испанском языке, или вернуться к каталанскому: он в конечном итоге принял решение писать на каталанском.
На Мальорке романтическая литература была в упадке, остров становится модернизированным, начали появляться культурные связи с Каталонией, политический каталонизм начал завоёвывать известность на острове. Все это побудило его расширить свои литературные горизонты, чтобы присоединиться к более широкому движению и заиметь связи, в основном за счет своей дружбы с Сантьяго Русинолом и Хосепом Карнерой, с культурными деятелями острова. Этот шаг вёл его к новому восприятию искусства и литературы.
В 1904 году он дал семинар в Атенеуме Барселоны под названием «Humanització de l’art» [Гуманизация искусства], которые составляли его наиболее важным заявлением об искусстве лирической композиции. В этом тексте он защищал убеждение, что участие поэта эстетически подвергается в ясной и понятной поэзии, в хорошо представленой форме. Тем не менее, он выразил свою неприязнь к интеллектуализированной поэзии и тех так называемых литературных школ и направлений, которые были на основе простого искусственности. Поэтому он позиционировал себя на полпути между спонтанным типом поэзии, написанной  Жоаном Марагалем, и лиризмом, построенным на совершенной форме, но сентиментально засушливым, как и написано у парнасских поэтов. В соответствии с свою очередь мнениями веков около истины и жизни, Альковер будет проводить поэтический стиль, привязанный к опыту жизни, который была в состоянии глубоко соединиться с чувством читателя человечества.
Книгой, которая наилучшим образом иллюстрирует его лирическую теорию, является «Cap al tard» [Когда уже поздно] (1909), которая полностью написана на каталонском: в этой коллекции не связанных между собой стихотворений мы видим лирический голосовой раскол в разных людей, описывающих многие пейзажи. Альковер сделал это с помощью форм и идей, взятых из популярных воображений, как и мы находим в стихотворении «Balanguera», которое будет адаптировано на музыку Амадеу Вивеса и станет нынешним гимном Мальорки. Раздел, озаглавленный «Элегии», является, без сомнения, одним из ярких моментов в книге: здесь поэт демонстрирует, с несколько другой точки зрения, отеческие страдания, которые он испытал, хотя, надо сказать, он превозмогает эту боль, превратив её в эмоции, которые могут быть почувствованы. В «Poèmes bíblics» [Библейские стихи] (1918), которые были его последним сборником стихов, он снова использует различные поэтические лица, но на этот раз они библейского вдохновения, и он не достиг того же уровня качества, что он достиг в предыдущем томе.
Его статус как интеллектуала, как и  Микель Коста-и-Льобера, был признан и оценен многими писателями того времени, особенно тех, кто входил в «Escola mallorquina» [Мальоркская школа]. Он был членом «Academia De Bones Lletres» (1913), президентом Барселонских «Jocs Florals» [Цветочных игр] (1916) и членом «Institut d’Estudis Catalans» [Институт каталонских исследований] (1916)